# Portlandcement
Portlandcement är den vanligaste typen av cement i allmänt bruk runt om i världen som en grundläggande ingrediens i betong, murbruk, stuckatur och icke-specialbruk. Den utvecklades från andra typer av hydraulisk kalk (som reagerar och härdar med vatten) i England i början av 1800-talet av Joseph Aspdin, och är vanligtvis gjord av kalksten. Dock framställde Aspdin inte Portlandcement i egentlig mening något mer likt en "proto-Portlandcement". Det är ett fint pulver, framställt genom att värma upp kalksten och lermineraler i en ugn för att bilda cementklinker och sedan mala detta med tillsats av flera procent (ofta runt 5%) gips. Flera typer av portlandcement finns tillgängliga. Den vanligaste, historiskt kallad vanlig portlandcement (OPC efter sina initialer på engelska), är grå, men vit portlandcement finns också.